# GARNET CROW LIVESCOPE OF THE TWILIGHT VALLEY
『GARNET CROW LIVESCOPE OF THE TWILIGHT VALLEY为GARNET CROW的第四张LIVE ALBUM。2007年6月27日由GIZA studio发售。

## 概要
收录了2006年在東京中野SUN PLAZA的LIVE。作为初回特典，在DVD中附带收录成员从LIVE音源中选取的三首歌曲的CD。
有2007年7月4日发售的的单曲《昨日的泪水》的联动应招特典。
发售之后的公信榜当天排位2位。最高位1位。周间排位1位（音乐类），週間排位6位（综合类）。通过单曲、专辑、DVD，记录了首次的周间排位1位。

## 收录会場
東京・中野SUN PLAZA

## 收錄内容
1. Anywhere
2. Rusty Rail
3. Holding you, and swinging
4. かくれんぼ
5. HAPPY DAYS?
6. 向日葵の色
7. やさしい雨
8. WEEKEND
9. call my name
10. 君の思い描いた夢 集メル HEAVEN
11. 籟・来・也
12. まぼろし
13. Holy ground
14. Timeless Sleep
15. 夢・花火
16. 風とRAINBOW
17. 夢みたあとで
18. マージナルマン
19. Last love song
20. 空色の猫
21. 今宵エデンの片隅で

〜Encore〜
1. A crown
2. この手を伸ばせば
3. 僕らだけの未来